# McLaren Vale
McLaren Vale – miasto w Australii, w stanie Australia Południowa.